# Mefedron
Mefedron, 4-MMC, 4-metylometkatynon – organiczny związek chemiczny, pochodna katynonu. Stosowany jako stymulant i empatogen. W obrocie występuje pod postacią kryształków, proszku, tabletek lub kapsułek, zwykle jako chlorowodorek lub siarczan tej aminy.

## Efekty działania
Mefedron wywołuje:
- pobudzenie,
- euforię,
- otwartość,
- podniecenie,
- gonitwę myśli,
- rozszerzenie źrenic,
- rumieńce na twarzy,
- drżenie rąk,
- gęsią skórkę,
- pocenie,
- zmiany temperatury ciała,
- podwyższenie ciśnienia tętniczego krwi i zaburzenia rytmu serca,
- silne pragnienie przyjęcia kolejnej dawki,
- zaburzenia pamięci krótkoterminowej,
- szczękościsk,
- ból przy aplikacji donosowej,
- realistyczne sny,
- szybką potliwość rąk,
- zawroty głowy.

Efekty zażycia przypominają działanie amfetaminy lub ecstasy, ale także ze względu na krótszy czas działania są porównywane do kokainy.

## Informacje dodatkowe
Metabolity mefedronu nie są neurotoksyczne. Do kilku dni po zażyciu w moczu i pocie utrzymuje się zapach mefedronu. Zanotowane przypadki zgonu po zażyciu mefedronu były spowodowane zbyt wysokim ciśnieniem krwi skutkującym wylewem krwi do mózgu. Po większych dawkach występują negatywne odczucia spowodowane zmęczeniem. Jest to substancja stosunkowo nowa i skutki jej zażywania nie są do końca znane. Wiadomo jednak, że bardzo silnie uzależnia psychicznie. Po zażyciu nawet stosunkowo niewielkich dawek dosyć często zdarza się przejściowa utrata pamięci krótkotrwałej. Niektórymi ze skutków ubocznych mogą być: krwawienie z nosa, pieczenie nosa (przy aplikacji donosowej), halucynacje, nudności, wymioty, kłopoty z krążeniem krwi, wysypki, uczucie niepokoju, paranoja, nadpobudliwość i urojenia.

## Status prawny
- Australia: Mefedron jest nielegalny, ponieważ jest analogiem efedronu.
- Belgia: Od 13 czerwca 2010 mefedron jest substancją kontrolowaną, której posiadanie, sprzedaż lub import wymaga zezwolenia Ministerstwa Zdrowia Publicznego[8].
- Chorwacja: Mefedron jest nielegalny od 4 stycznia 2010[9].
- Dania: 18 grudnia 2008 roku mefedron, flefedron i etylokatynon zostały uznane za nielegalne[10].
- Estonia: Zaklasyfikowany jako „substancja narkotyczna lub psychotropowa” i wpisany na listę substancji kontrolowanych 27 listopada 2009[11].
- Finlandia: Mefedron jest zaklasyfikowany jako „produkt leczniczy” i tym samym jego produkcja, import, posiadanie i sprzedaż bez pozwolenia są nielegalne[10][12].
- Francja: Nielegalny od 11 czerwca 2010[13].
- Guernsey: Posiadanie, sprzedaż, import, eksport oraz produkcja mefedronu bez pozwolenia są zakazane od 16 kwietnia 2010 roku[14].
- Holandia: Sprzedaż i dystrybucja mefedronu są nielegalne od marca 2010 roku[10].
- Irlandia: Mefedron jest nielegalny[15].
- Izrael: W grudniu 2007 mefedron został wpisany na listę substancji kontrolowanych i tym samym kupno, sprzedaż oraz posiadanie mefedronu są nielegalne[10][12].
- Jersey: Mefedron jest zaklasyfikowany w klasie „C” i tym samym jest nielegalny. Trwają prace nad przeklasyfikowaniem mefedronu do klasy „B”[16].
- Kanada: Mefedron znajduje się w Wykazie III (ang. Schedule III) Controlled Drugs and Substances Act[17].
- Niemcy: Mefedron jest nielegalny od 22 stycznia 2010 roku[18].
- Norwegia: Nielegalny od 2009 roku[12].
- Nowa Zelandia: Zaklasyfikowany w klasie „C” i nielegalny[19].
- Polska: w 2010 r. mefedron został zaklasyfikowany jako substancja psychotropowa grupy I-P i jest nielegalny[20].
- Rumunia: Posiadanie, sprzedaż, produkcja i dystrybucja mefedronu są nielegalne od 10 lutego 2010 roku[21].
- Singapur: Mefedron jest nielegalny od 15 listopada 2010[22].
- Stany Zjednoczone: Legalność mefedronu jest nieuregulowana[23], jednak sprzedaż lub posiadanie w celu konsumpcji mogą być karane na podstawie Federal Analogue Act poprzez podobieństwo do nielegalnego MDMA[24].
- Szwecja: Mefedron jest nielegalny od 15 grudnia 2008[25].
- Unia Europejska: Rada UE na podstawie decyzji z 2 grudnia 2010 nakazała wszystkim państwom członkowskim podjąć niezbędne środki, zgodne z ich prawem krajowym, do objęcia mefedronu środkami kontroli i sankcjami karnymi przewidzianymi w ustawodawstwie, zgodnie z ich zobowiązaniami wynikającymi z Konwencji Narodów Zjednoczonych z 1971 r. o substancjach psychotropowych[26].
- Wielka Brytania: 7 kwietnia 2010 roku przez parlament przeszła poprawka Misuse of Drugs Act czyniąca mefedron nielegalnym od 16 kwietnia 2010 i przyporządkowująca go do klasy „B”[27].
- Wyspa Man: Import i sprzedaż mefedronu są nielegalne[28].